# Nežárka
De Nežárka (Duits: Naser, Tsjechisch tot 1654: Včelnice) is een rechtse zijrivier van de Lainsitz in Tsjechië.
Zij ontstaat in Jarošov nad Nežárkou door de samenvloeiing van de Kamenice en de Žirovnice. Zij stroomt in zuidwestelijke richting langs: Rodvínov, Jindřichův Hradec, Horní Žďár, Dolní Žďár, Lásenice en Dolní Lhota en wijkt dan naar het noordwesten af.
Vervolgens passeert zij de plaatsen Stráž nad Nežárkou, Albrechtice en Hamr nad Nežárkou. Na 56,2 km mondt de Nežárka in Veselí nad Lužnicí uit in de Lainsitz.
- Nationale Bibliotheek van Tsjechië: ge343964
- Virtual International Authority File: 305350919